# توني كيمب
توني كيمب (بالإنجليزية: Anthony Kemp)‏ هو لاعب كرة قاعدة أمريكي، ولد في 31 أكتوبر 1991 في فرانكلين في الولايات المتحدة.

## وصلات خارجية
- توني كيمب على موقع دوري كرة القاعدة الرئيسي (الإنجليزية)
- توني كيمب على موقعبيزبول رفرنس.كوم (الدوري الرئيسي) (الإنجليزية)
- توني كيمب على موقعبيزبول رفرنس.كوم (الدوري الثانوي) (الإنجليزية)
- توني كيمب على موقع إي إس بي إن.كوم (أم.أل.بي) (الإنجليزية)
- توني كيمب على موقع مشجعي الرسوم البيانية (الإنجليزية)